# Mesenochroa
Mesenochroa este un gen de insecte lepidoptere din familia Arctiidae.

Cladograma conform Catalogue of Life:
| Mesenochroa | \| \| Mesenochroa guatemalteca \| \| \| \| \| \| Mesenochroa rogersi \| \| \| \| |
|             | \| \| Mesenochroa guatemalteca \| \| \| \| \| \| Mesenochroa rogersi \| \| \| \| |
|             | Mesenochroa guatemalteca                                                         |
|             |                                                                                  |
|             | Mesenochroa rogersi                                                              |
|             |                                                                                  |